# Musashimaru Kōyō
Musashimaru Kōyō (japanisch 武蔵丸 光洋; * 2. Mai 1971 auf Samoa), eigentlich Fiamalu Penitani, ist ein ehemaliger Sumōringer und der 67. Yokozuna. Er ist der zweite Ausländer, der in Japan den Rang eines Yokozuna erreichte.

## Leben
Der junge Penitani gelangte im Alter von 10 nach Hawaii, wo er an der High School als Ringer im griechisch-römischen Stil so erfolgreich war, dass er eine Profikarriere ins Auge fasste. Er ging nach Japan, nahm einen japanischen Namen an und begann 1989 mit dem Sumōringen. 1991 wurde er Profisportler im Ringerstall Musashigawa-beya des ehemaligen Yokozuna Mienoumi. 1996 nahm er die japanische Staatsbürgerschaft an.
Musashimarus Kampfgewicht von 223 kg und zum Schluss 230 kg, kombiniert mit seiner insbesondere für japanische Verhältnisse überragenden Körperlänge von 191 cm, machten ihn zu einem gefürchteten Gegner. Musashimarus Ähnlichkeit mit dem Samurai und als Held bewunderten Krieger Saigō Takamori tat ihr übriges, um die Anzahl seiner Fans zu vermehren. Musashimaru stieg schnell in der Hierarchie des Sumō auf und stellte mit 52 aufeinander folgenden Turnieren mit kachi-koshi (mehr Siege als Niederlagen) einen Rekord auf. 1999 wurde Musashimaru als zweiter Nicht-Japaner überhaupt zum 67. Yokozuna ernannt. Diese Auszeichnung hatte der Hawaiier Akebono als erster Nicht-Japaner bereits 1993 erreicht und machte damit Geschichte.
Im Laufe seiner Karriere gewann Musashimaru insgesamt zwölf Meistertitel der obersten Division (und somit einen mehr als Akebono). Mit über 700 gewonnenen Kämpfen gehört er zu den fünf Kämpfern mit den meisten Siegen.
Im November 2003 kündigte Musashimaru wegen einer chronischen Verletzung seines linken Handgelenks seinen Rücktritt an. Am 2. Oktober 2004 beendete er offiziell seine Karriere. Er war seitdem als Trainer im Musashigawa-beya tätig. Kurz vor Auslaufen seiner Sondererlaubnis, seinen bisherigen Ringernamen als Oyakatatitel weiterzuführen, lieh er sich den Furiwake-Anteil, welcher Eigentum des damals noch aktiven Ringers Takamisakari war, sodass er weiterhin dem Sumōverband angehören konnte. Ab Oktober 2009 hatte er den Namen Furiwake inne, dann ab August 2012 den Namen Oshima, bis er schließlich ab Februar 2013 den berühmten Namen Musashigawa seines früheren Stallmeisters annahm, unter dem er wieder ein Heya eröffnete. Das vormalige Musashigawa-beya war 2010 mit der Übernahme durch Musōyama zum Fujishima-beya umbenannt worden.
Musashimaru Kōyō und seine Sumō-Kollegen Akebono Tarō und Konishiki Yasokichi werden in Israel Kamakawiwoʻoles Lied Tengoku Kara Kaminari (Gentle Giants) („Donner aus dem Himmel (Sanfte Riesen)“) besungen.

## Kampfstil
Musashimaru kämpfte anfangs häufiger mit Schlag- und Stoßtechniken wie Oshi-dashi und Tsuki-dashi. Mit der Zeit ist er auch ein versierter Anwender des Yotsu-Sumō geworden und konnte beide Richtungen gleichermaßen anwenden.

## Kampfstatistik
| Jahr | Hatsu (Januar)                   | Haru (März)                  | Natsu (Mai)                            | Nagoya (Juli)                     | Aki (September)                | Kyushu (November)                         | Gew. / Verl. | Durchschnitt |
| ---- | -------------------------------- | ---------------------------- | -------------------------------------- | --------------------------------- | ------------------------------ | ----------------------------------------- | ------------ | ------------ |
| 1989 | --                               | --                           | --                                     | --                                | (Maezumo)                      | Jonokuchi 41 West 7-0 Jonokuchi Yusho (1) | 7-0          | 100 %        |
| 1990 | Jonidan 56 Ost 6-1               | Sandanme 94 West 6-1         | Sandanme 40 Ost 7-0 Sandanme Yusho (1) | Makushita 25 Ost 5-2              | Makushita 11 West 2-5          | Makushita 24 West 6-1                     | 32-10        | 76,2 %       |
| 1991 | Makushita 9 Ost 4-3              | Makushita 4 West 4-3         | Makushita 1 Ost 5-2                    | Juryo 11 Ost 11-4 Juryo Yusho (1) | Juryo 3 Ost 10-5               | Maegashira 12 Ost 11-4 Kanto-sho (1)      | 41-18        | 69,4 %       |
| 1992 | Maegashira 3 Ost 9-6             | Maegashira 1 West 9-6        | Komusubi 2 West 8-7                    | Komusubi 1 Ost 11-4 Gino-sho (1)  | Sekiwake 1 West 10-5           | Sekiwake 1 Ost 9-6                        | 56-34        | 62,2 %       |
| 1993 | Sekiwake 2 Ost 10-5              | Sekiwake 1 Ost 10-5          | Sekiwake 1 Ost 9-6                     | Sekiwake 1 West 8-7               | Sekiwake 1 Ost 8-7             | Sekiwake 2 West 13-2 Shukun-sho (1)       | 58-32        | 64,4 %       |
| 1994 | Sekiwake 1 Ost 12-3 Gino-sho (2) | Ozeki 2 West 9-6             | Ozeki 2 Ost 12-3                       | Ozeki 1 West 15-0 Yusho (1)       | Ozeki 1 Ost 11-4               | Ozeki 2 West 12-3                         | 71-19        | 78,8 %       |
| 1995 | Ozeki 1 West 13-2                | Ozeki 1 Ost 12-3             | Ozeki 1 Ost 12-3                       | Ozeki 1 Ost 12-3                  | Ozeki 1 Ost 10-5               | Ozeki 1 Ost 10-5                          | 69-21        | 76,6 %       |
| 1996 | Ozeki 1 West 9-6                 | Ozeki 1 West 9-6             | Ozeki 2 Ost 9-6                        | Ozeki 2 Ost 10-5                  | Ozeki 2 Ost 11-4               | Ozeki 1 West 11-4 Yusho (2)               | 59-31        | 65,5 %       |
| 1997 | Ozeki 1 West 12-3                | Ozeki 1 West 12-3            | Ozeki 1 Ost 9-6                        | Ozeki 1 West 10-5                 | Ozeki 1 Ost 13-2               | Ozeki 1 Ost 12-3                          | 68-22        | 75,5 %       |
| 1998 | Ozeki 1 West 12-3 Yusho (3)      | Ozeki 1 Ost 8-7              | Ozeki 1 West 10-5                      | Ozeki 1 West 12-3                 | Ozeki 1 Ost 11-4               | Ozeki 1 Ost 11-4                          | 64-26        | 71,1 %       |
| 1999 | Ozeki 1 Ost 8-7                  | Ozeki 1 Ost 13-2 Yusho (4)   | Ozeki 1 Ost 13-2 Yusho (5)             | Yokozuna 1 West 12-3              | Yokozuna 1 West 12-3 Yusho (6) | Yokozuna 1 Ost 12-3 Yusho (7)             | 70-20        | 77,7 %       |
| 2000 | Yokozuna 1 Ost 2-2-11            | Yokozuna 2 Ost 11-4          | --                                     | Yokozuna 2 Ost 10-5               | Yokozuna 1 West 14-1 Yusho (8) | Yokozuna Ost 11-4                         | 48-16-11     | 75,0 %       |
| 2001 | Yokozuna West 14-1               | Yokozuna West 12-3           | Yokozuna West 13-2                     | Yokozuna West 12-3                | Yokozuna Ost 9-6               | Yokozuna Ost 13-2 Yusho (9)               | 73-17        | 81,1 %       |
| 2002 | Yokozuna Ost 1-3-11              | Yokozuna Ost 13-2 Yusho (10) | Yokozuna Ost 13-2 Yusho (11)           | Yokozuna Ost, 10-5                | Yokozuna Ost 13-2 Yusho (12)   | Yokozuna Ost 4-2-9                        | 54-36        | 60,0 %       |
| 2003 | --                               | --                           | --                                     | Yokozuna West 2-4-9               | --                             | Yokozuna West 3-5-(Verletzt) Rücktritt    | 5-9-9        | 35,7 %       |

Aktualisiert im Februar 2013.